# Везиров мост (Албанија)
Везиров мост је био камени мост у Албанији на ријеци Дрим. Мост је изграђен 70-их година 18. века током владавине Махмуд-паше Бушатлије.
Албанска Голгота се везује и за овај мост, преко кога су прешли српски краљ Петар I Карађорђевић, влада и дипломатски кор. Кренули су 26. новембра 1915. из Призрена преко Везировог моста према Скадру и Љешу. Овај мост је био једини мост на Дриму у широј области, а преко њега је пролазио пут из Призрена за Скадар.
Иван Јастребов га често спомиње.
Током повлачења српске војске и цивила у Првом светском рату преко Албаније, мост је делимично срушила српска војска како би успорила напредовање Централних сила.
Реновиран је 1916. године.
Мост је порушен 1978. године због изградње језера Фиерза и истоимене хидроелектране на реци Дрим.

## Галерија
- Група српских официра поред Везировог моста у Дргуом балканском рату, јун 1913.
- Слика моста из 1905. године.
- Слика моста из 1929. године.